# Анна Кізенгофер
Анна Кізенгофер (нім. Anna Kiesenhofer; нар. 14 лютого 1991) — австрійська велогонщиця, олімпійська чемпіонка Олімпійських ігор 2020 року.

## Виступи на Олімпіадах
| Олімпіада  | Дисципліна    | Місце |
| ---------- | ------------- | ----- |
| Токіо 2020 | групова гонка | 1     |

## Академічна кар'єра
Кізенгофер вивчала математику у Віденському технічному університеті (2008–11), отримавши ступінь магістра Кембриджського університету (2011–12). Вона здобула ступінь доктора філософії в Політехнічному університеті Каталонії (Universitat Politècnica de Catalunya) з дисертацією на тему «Інтегруючі системи на b-симплектичних многовидах» у 2016 році. В даний час Кізенгофер є пост-доком у Федеральній політехнічній школі Лозанни (EPFL) і є частиною групи, що досліджує нелінійні рівняння у часткових похідних, які виникають у математичній фізиці.